# Frontière entre le Soudan et le Tchad
La frontière terrestre entre le Soudan et le Tchad est une frontière internationale continue longue de 1 360 km séparant le Soudan et le Tchad en Afrique. 

## Tracé

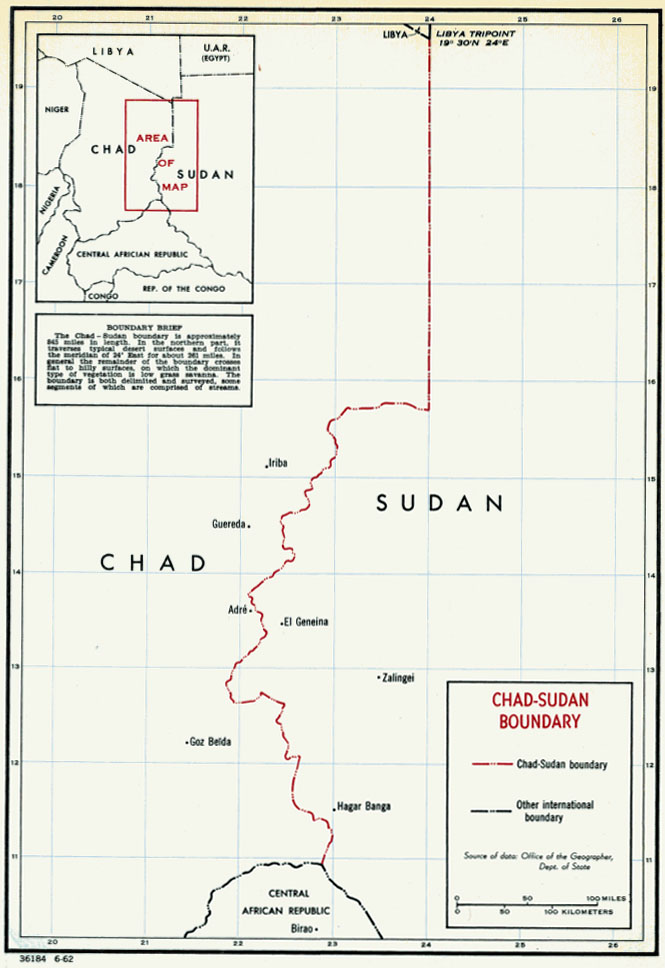
Carte de la frontière entre le Tchad et le Soudan.

La frontière commence au nord au tripoint avec la Libye au 24e méridien est, et suit ce méridien sur 423 km avant d'atteindre le Wadi Hawar. La frontière forme alors une ligne très irrégulière jusqu'au tripoint avec la République centrafricaine, délimitée par de nombreux petits ruisseaux, collines et autres éléments. La zone nord de la frontière se trouve dans le désert du Sahara, le milieu s'étend dans le Sahel et les zones plus au sud sont constituées de prairies et de savane.
Du côté soudanais, elle longe l'ouest des trois États correspondant à l'ancienne province du Soudan anglo-égyptien du Darfour, successivement du nord au sud : Darfour du Nord, Darfour-Occidental et Darfour du Sud. Côté tchadien, depuis la réorganisation de 2008, ce sont les régions d’Ennedi Est, Wadi Fira, Ouaddaï et Sila qui voisinent avec la frontière soudanaise.

## Histoire
La frontière est apparue pour la première fois pendant le partage de l'Afrique, une période de compétition intense entre les puissances européennes à la fin du XIXe siècle pour le territoire et l'influence en Afrique. Le processus a abouti à la conférence de Berlin de 1884, au cours de laquelle les nations européennes concernées sont convenues de leurs revendications territoriales respectives et des règles d'engagement à venir. À la suite de cela, la France a pris le contrôle de la haute vallée du fleuve Niger (à peu près équivalente aux zones du Mali et du Niger modernes), ainsi que des terres explorées par Pierre Savorgnan de Brazza pour la France en Afrique centrale (à peu près équivalentes au Gabon et Congo-Brazzaville modernes). À partir de ces bases, les Français ont exploré plus loin dans l'intérieur, reliant finalement les deux régions à la suite d'expéditions en avril 1900 qui se sont rencontrées à Kousséri dans l'extrême nord du Cameroun moderne. Ces régions nouvellement conquises étaient initialement gouvernées comme des territoires militaires, les deux zones étant ensuite organisées en colonies fédérales d'Afrique occidentale française (Afrique occidentale française, en abrégé AOF) et d'Afrique équatoriale française (Afrique équatoriale française, AEF). Pendant ce temps, les Britanniques avaient conquis le Soudan dans les années 1890 et administré conjointement sous la forme d'un condominium avec l'Égypte de 1899 à 1956 (Soudan anglo-égyptien).

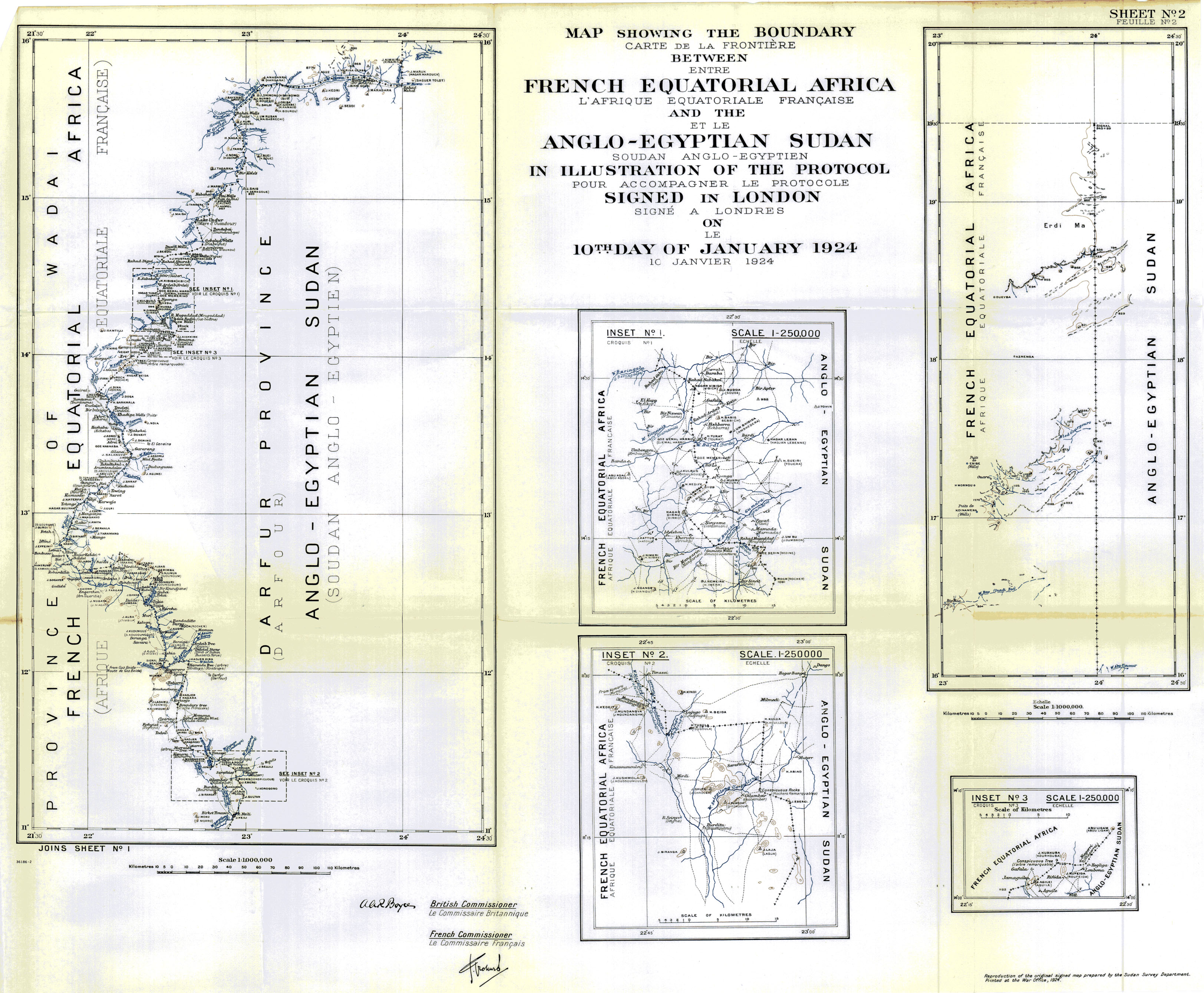
Carte de la frontière produite en 1924 après la démarcation complète des frontières par le Royaume-Uni et la France.

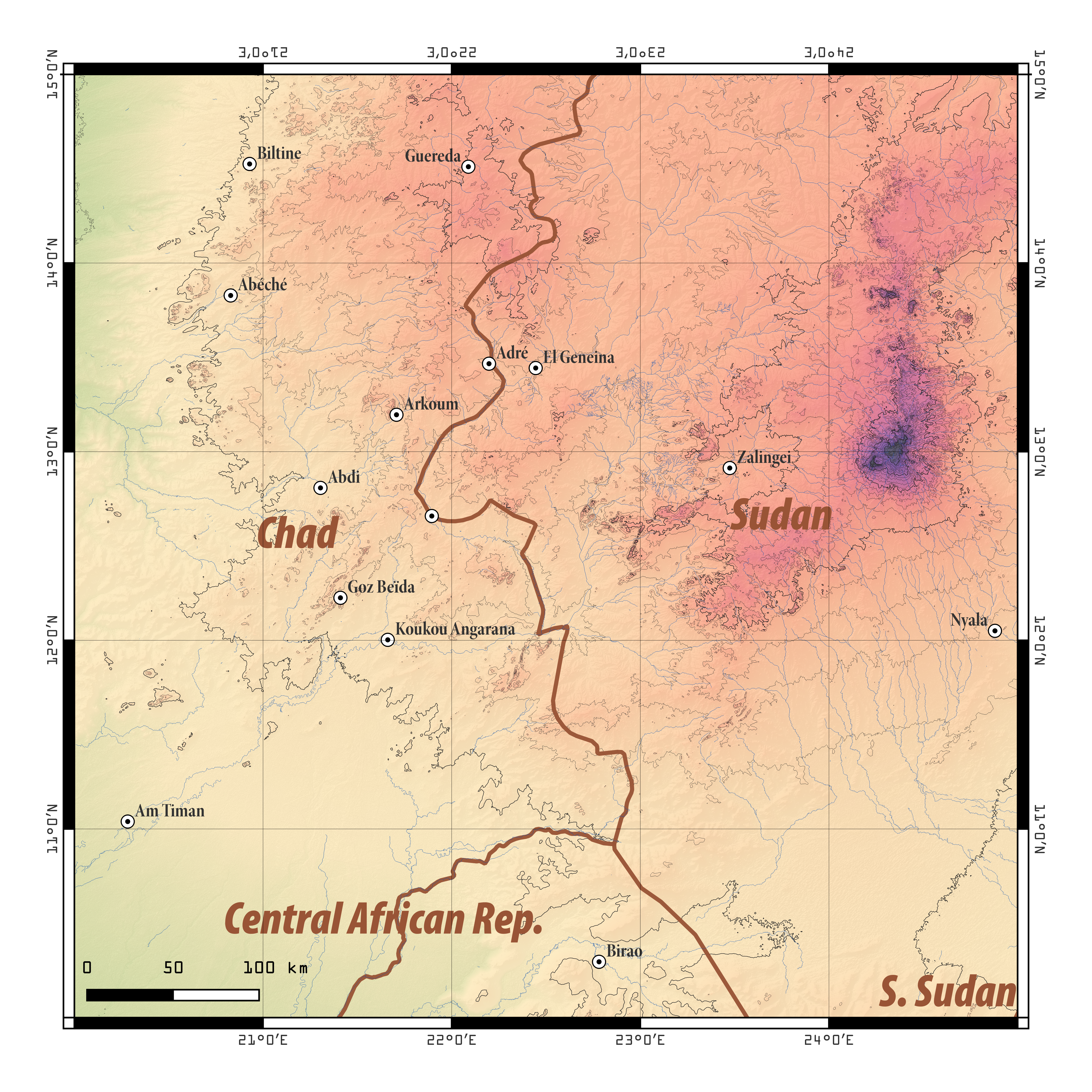
Le tripoint entre le Tchad, le Soudan et la République centrafricaine.

En 1898-1899, la Grande-Bretagne et la France sont convenues de leurs sphères d'influence mutuelles dans le tiers nord de l'Afrique. Au nord, l'influence française ne irait pas plus loin que celle d'une ligne diagonale allant de l'intersection du tropique du Cancer et du 16e méridien est est au 24e méridien est, c'est-à-dire la majorité de la frontière moderne entre le Tchad et la Libye. À l'est, la frontière continuerait vers le sud le long du 24e méridien jusqu'à la frontière du Sultanat du Darfour à proximité du 15e parallèle nord, après quoi elle suivrait à peu près la frontière entre le Darfour et le Sultanat du Ouaddaï. Le point de jonction précis des 16e et 24e méridiens (c'est-à-dire le tripoint moderne Tchad-Libye-Soudan) a été affirmé lors de la Convention anglo-française du 8 septembre 1919. La frontière entre l'AEF et le Soudan anglo-égyptien a été délimitée sur le terrain par une commission anglo-française en 1921-23 et la frontière définitive a été ratifiée le 21 janvier 1924,. En 1935, la France et l'Italie ont signé un traité qui aurait attribué la bande d'Aouzou à la Libye italienne, déplaçant ainsi le tripoint vers le sud, mais ce traité n'a jamais été ratifié.
Elle modifie l'économie du Darfour qui était jusqu'alors un point de passage des échanges entre le golfe du Bénin, la mer Méditerranée, les régions du lac Tchad et la vallée du Nil.
Le 1er janvier 1956, le Soudan anglo-égyptien a déclaré son indépendance en tant que République du Soudan ; Le Tchad a suivi plus tard le 11 août 1960 et la frontière est alors devenue une frontière internationale entre deux États indépendants. Depuis lors, les relations entre les deux États sont souvent tendues, chacun accusant l'autre d'abriter des groupes rebelles autorisés à franchir la frontière. Par exemple, le Soudan a offert au groupe rebelle Front de libération nationale du Tchad un sanctuaire dans l'ouest du Soudan pendant la guerre civile tchadienne (1965-1979), et plus tard le Mouvement patriotique du salut du président tchadien Idriss Déby, qui a envahi le Tchad depuis sa base au Darfour en 1990 et a renversé le président Hissène Habré lors du coup d'État tchadien de 1990 (en). Les relations se sont régulièrement détériorées au cours des années suivantes alors que le Tchad était pris dans la guerre du Darfour, entraînant un grand nombre de réfugiés traversant la frontière. À la suite d'une attaque contre la ville frontalière tchadienne d'Adré en 2005 par le groupe rebelle tchadien Rassemblement pour la Démocratie et la Liberté (en), le Tchad a publiquement accusé le Soudan de soutenir le groupe. La guerre par procuration qui a suivi entre le Tchad et le Soudan a entraîné de nombreuses incursions et combats transfrontaliers, jusqu'à ce qu'un traité de paix soit conclu en 2010.
Après les indépendances, la frontière est ouverte à de nombreuses circulations : de groupes armés pour participer à des changements politiques au Tchad, comme pendant la guerre civile tchadienne de 2005 à 2010, de réfugiés du Darfour lors de la guerre civile de 2003. En 2009, elle est jugée par Marc Lavergne, directeur du Centre d'études et de documentation économiques, juridiques et sociales, « virtuelle, même si elle est parfaitement délimitée et connue de tous ».

## Localités près de la frontière

### Tchad
- Bahaï (en)
- Teriba
- Mayba
- Sogoni
- Guéréda
- Birak
- Bali
- Ardemi
- Goundou
- Kawa
- Toumtouma
- Biske
- Adré
- Amdjereme (en)
- Borota (en)
- Ambakali
- Gargounyou
- Goz Merem
- Hilleket
- Kirana
- Bir Kandji
- Am Leiouna
- Adé
- Moudouga
- Chuchumoru
- Hadjer Beid
- Madoyna
- Madoua
- Niarinion
- Arday
- Mongororo
- Gabasour
- Kedet
- Bourtoutou
- Nzili

### Soudan
- Likoyla
- Karnoi
- Tandubayah
- Girgira
- Melmelli
- Al-Genaïna
- Misterei
- Tabbi Nyebbei
- Beida (en)
- Chero Kasi
- Habilah
- Bandadito
- Foro Burunga
- Babil
- Timassi

## Points de passage
N'Djaména pour le Soudan.

## Populations
La communauté masalit est un groupe ethnique non-arabe installée principalement au Tchad et au Soudan.